# Madre de Deus de Minas
Madre de Deus de Minas is een gemeente in de Braziliaanse deelstaat Minas Gerais. De gemeente telt 5.173 inwoners (schatting 2009).

## Aangrenzende gemeenten
De gemeente grenst aan Andrelândia, Carrancas, Piedade do Rio Grande, São João del-Rei en São Vicente de Minas.

## Verkeer en vervoer
De plaats ligt aan de wegen BR494 en MG-338.

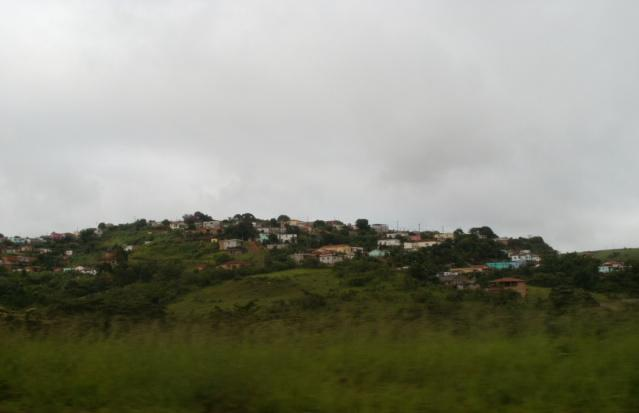
Uitzicht over een gedeelte van Madre de Deus de Minas